# Яковлев, Иван Еремеевич
Ива́н Ереме́евич Я́ковлев (30 мая [10 июня] 1787, Санкт-Петербург, Российская империя — 11 [23] июля 1843, там же) — русский живописец, портретист, ассоциируемый со школой С. С. Щукина. Академик (с 1812; ассоциированный член — «назначенный» с 1811) и профессор (с 1839) Императорской Академии художеств, титулярный советник (в 1843 г. — надворный советник).

## Биография
Родился в Санкт-Петербурге; сын отставного сержанта Вятского пехотного полка Еремея Яковлева. В возрасте двенадцати лет в марте 1798 года был принят воспитанником Императорской Академии художеств и впоследствии был в ней учеником Степана Семёновича Щукина.
В ходе обучения в Академии художеств Яковлев был отмечен в 1805 году второй серебряной медалью, в 1806-м — первой серебряной; в 1808 году получил малую золотую медаль за картину «Скульптор в своей мастерской» и был выпущен из академии с аттестатом 1-й степени и званием художника XIV класса
В 1811 году за автопортрет (находился в Румянцевском музее в Москве; с 1925 года в Третьяковской галерее) признан назначенным в академики, а в 1812 году за портрет Дмитрия Левицкого (находился в конференц-зале Академии художеств; с 1923 года в Русском музее) Яковлев был удостоен степени академика.
В 1814 году И. Е. Яковлев был определён рисовальным учителем в Академию художеств. Некоторое время преподавал рисование также в Горном кадетском корпусе.
В 1839 году за написанную по заданной академией программе картину «Явление воскресшего Христа Марии Магдалине» (находилась в музее Академии художеств) Яковлев был возведён в звание профессора.
Скончался от «удара», был похоронен на Смоленском православном кладбище; могила не сохранилась.

## Галерея
- Избранные работы
- Портрет Д. Г. Левицкого. 1812
Холст, масло. 132 × 107 см
Русский музей, Санкт-Петербург[16]
- Портрет чиновника с орденом Владимира четвертой степени. 1821
Холст, масло. 67 × 53,5 см
Русский музей, Санкт-Петербург[17]
- Портрет купца 1-й гильдии Ф. А. Паского-Шарапова. 1824
Холст, масло. 107,5 × 81 см
Эрмитаж, Санкт-Петербург[18]
- Портрет Е. Н. Паской-Шараповой, урожденной Меншиковой. 1824
Холст, масло. 108,3 × 81,5 см
Эрмитаж, Санкт-Петербург[19]